# Ochtendkrant
Met ochtendkrant of ochtendblad wordt een krant bedoeld die in de ochtend wordt bezorgd. Deze onderscheidt zich van een middagkrant, die aan het eind van de middag wordt bezorgd.
Er bestaan (c.q. bestonden) ook gratis ochtendkranten die vooral via displays op de grotere treinstations ter beschikking van de lezer worden gesteld, zoals Sp!ts (in Nederland tot 2014) en Metro.
Ochtendkranten worden in Nederland vaak bezorgd door mensen die een zakcentje willen bijverdienen. In België gebeurt dat door de postbode.
Bij ochtendkranten in Nederland wordt de laatste kopij ergens tussen 18.00 uur en 01.00 uur aangeleverd. De kranten worden dan gedrukt tussen ca. 19.00 uur en 03.00 uur en aansluitend getransporteerd naar distributiepunten, waar de bezorgers de kranten ophalen om ze bij de te bezorgen.
In België zijn de meeste kranten ochtendkranten. Ook Le Soir is ondanks zijn eigennaam ('de avond') een ochtendkrant.